# Melissa Disney
Melissa Disney (Condado de San Diego, California, 20 de noviembre de 1970) es una actriz de voz, escritora y productora de cine estadounidense.

## Biografía
Melissa Disney es hija de Louise Higginbotham y de Dan Sullivan Smith. Su abuela era la actriz silenciosa Toy Gallagher, y ella a menudo ha afirmado ser descendiente de Walt Disney.

## Carrera
Disney es una de las pocas mujeres que hacen el trabajo de doblaje para tráileres de películas. El tráiler de 60 segundos, que ella expresó en 2000, fue una de las primeras de un gran estudio de cine en utilizar una voz femenina.
Ella dobló al personaje del título Ginger Foutley en la serie animada As Told by Ginger. También es conocida por su papel como Elora en Spyro 2: En busca de los talismanes y Courtney Gears (una parodia de Britney Spears) en Ratchet & Clank 3.
Disney apareció en el debut directoral de la actriz Lake Bell, In a World..., una película sobre actores de voces. Disney aparece en la película como el personaje Melinda Chisney.

## Premios
Disney ganó un premio Key Art por su doblaje en el tráiler de la película 60 segundos.

## Vida personal
Disney se casó con el actor y guionista Ryan Paul James. Se casaron el 15 de octubre de 2010 en San Diego, California, y tienen dos hijos.